# Физика за пределами Стандартной модели
Фи́зика за преде́лами Станда́ртной моде́ли (иначе называемая Но́вая фи́зика) относится к теоретическим разработкам, которые необходимы, чтобы объяснить недостатки Стандартной модели, такие как происхождение массы, сильная CP-проблема, нейтринные осцилляции, асимметрия материи и антиматерии, происхождение тёмной материи и тёмной энергии. Другая проблема заключается в математических основах самой Стандартной модели — Стандартная модель не согласуется с общей теорией относительности в том смысле, что одна или обе теории распадаются в своих описаниях на более мелкие при определённых условиях (например, в рамках известных сингулярностей пространства-времени, таких как Большой взрыв и горизонты событий чёрных дыр).
Теории, которые лежат за пределами Стандартной модели, включают в себя различные расширения Стандартной модели через суперсимметрию, такие, как Минимальная суперсимметричная стандартная модель и Следующая за минимальной суперсимметричная стандартная модель, либо совершенно новые объяснения, такие как теория струн, M-теория и дополнительные измерения. Поскольку эти теории, как правило, полностью согласуются с текущими наблюдаемыми явлениями или не доведены до состояния конкретных предсказаний, вопрос о том, какая теория является правильной (или по крайней мере «лучшим шагом» к Теории всего), может быть решён только с помощью экспериментов. В настоящее время это одна из наиболее активных областей исследований как в теоретической, так и в экспериментальной физике.

## Проблемы Стандартной модели
Несмотря на то, что Стандартная модель в настоящее время является наиболее успешной теорией физики элементарных частиц, она несовершенна.

### Необъяснённые экспериментальные наблюдения
Есть целый ряд экспериментальных наблюдений за природой, для которых Стандартная модель не даёт адекватного объяснения.
- Гравитация. Стандартная модель не предоставляет объяснение гравитации. Кроме того, она несовместима с наиболее успешной теорией гравитации на сегодняшний день — Общей теорией относительности.
- Тёмная материя и тёмная энергия. Космологические наблюдения говорят нам, что Стандартная модель способна объяснить лишь около 4,5 % материи во Вселенной[4]. Из недостающих 95,5 % около 22,5 % должны быть тёмной материей, то есть материей, которая ведёт себя точно так же как другая материя, которую мы знаем, но которая слабо взаимодействует с полями Стандартной модели (наблюдательные данные говорят только о гравитационном взаимодействии). Остальное должно быть тёмной энергией, постоянной плотностью энергии вакуума. Попытки объяснить тёмную энергию с точки зрения энергии вакуума Стандартной модели (планковская энергия) приводят к несоответствию в 120 порядков.
- Массы нейтрино. Согласно Стандартной модели, нейтрино являются безмассовыми частицами. Тем не менее, эксперименты с нейтринными осцилляциями показали, что нейтрино имеют массу. Массовые члены для нейтрино могут быть добавлены к Стандартной модели вручную, но это приводит к новым теоретическим проблемам (например, массовые члены должны быть чрезвычайно малы).
- Асимметрия материи и антиматерии. Вселенная состоит по большей части из вещества. Тем не менее, Стандартная модель предсказывает, что вещество и антивещество должны были быть созданы в (почти) равных количествах, которые бы уничтожили друг друга, пока Вселенная охлаждалась[4][5].
- Аномальное поведение мюона:
  - Нарушение лептонной универсальности. Распад B-мезона с испусканием мюонных пар идёт на 15% реже, чем с испусканием пар электронов, хотя согласно СМ эти два канала распада должны быть равновероятны[6].
  - Измерения g-Фактора аномального магнитного момента мюона в экспериментах Muon g-2 расходятся с предсказаниями СМ[7][8].

### Теоретические проблемы
Некоторые особенности Стандартной модели добавлены специальным способом. Они не являются проблемой по существу (то есть теория хорошо работает с этими специальными особенностями), но они предполагают недостаток понимания. Эти специальные особенности побудили теоретиков искать более фундаментальные теории с меньшим количеством параметров. Некоторые из специальных особенностей:
- Проблема иерархии фермионных масс. Стандартная модель вводит массы частиц посредством процесса, известного как спонтанное нарушение симметрии, вызванное полем Хиггса. В рамках Стандартной модели масса Хиггса получает некоторые очень большие квантовые поправки, связанные с присутствием виртуальных частиц (главным образом виртуальных топ-кварков). Эти поправки намного больше, чем фактическая масса Хиггса[4]. Это означает, что параметр голой массы Хиггса в Стандартной модели должен быть тонко настроен таким способом, который почти полностью отменяет квантовые поправки. Этот уровень тонкой настройки считается неестественным[англ.] многими теоретиками.
- Сильная CP-проблема. Теоретически можно утверждать, что Стандартная модель должна содержать член, который нарушает CP-симметрию между материей и антиматерией — в части сильного взаимодействия. Экспериментально, однако, такое нарушение не было обнаружено, что означает, что коэффициент при этом члене очень близок к нулю. Эта тонкая настройка также считается противоестественной.
- Количество параметров. Стандартная модель зависит от 19 числовых параметров. Их значения известны из эксперимента, но происхождение значений неизвестно. Некоторые теоретики пытались найти связь между различными параметрами, например между массами частиц в разных поколениях.

## Суперсимметрия
Суперсимметрия — гипотетическая симметрия, связывающая бозоны и фермионы в природе. Абстрактное преобразование суперсимметрии связывает бозонное и фермионное квантовые поля, так что они могут превращаться друг в друга. Образно можно сказать, что преобразование суперсимметрии может переводить вещество во взаимодействие (или в излучение), и наоборот.
Суперсимметрия предполагает удвоение (как минимум) числа известных элементарных частиц за счёт наличия суперпартнёров. К примеру, для фотона — фотино, кварка — скварк, хиггса — хиггсино и так далее. Суперпартнёры должны иметь значение спина, на полуцелое число отличающееся от значения спина у исходной частицы.
По состоянию на текущий момент суперсимметрия является физической гипотезой, не подтверждённой экспериментально. Совершенно точно установлено, что наш мир не является суперсимметричным в смысле точной симметрии, так как в любой суперсимметричной модели фермионы и бозоны, связанные суперсимметричным преобразованием, должны обладать одинаковыми массой, зарядом и другими квантовыми числами (за исключением спина). Данное требование не выполняется для известных в природе частиц. Предполагается, тем не менее, что существует энергетический лимит, за пределами которого поля подчиняются суперсимметричным преобразованиям, а в рамках лимита — нет. В таком случае частицы-суперпартнёры обычных частиц оказываются очень лёгкими по сравнению с обычными частицами.
Поиск суперпартнёров обычных частиц — одна из основных задач современной физики высоких энергий. Ожидается, что Большой адронный коллайдер сможет открыть и исследовать суперсимметричные частицы, если они существуют, или поставить под большое сомнение суперсимметричные гипотезы, если ничего не будет обнаружено.

## Теории Великого объединения
Стандартная модель имеет три калибровочные симметрии: цвета SU(3), слабого изоспина SU(2) и гиперзаряда U(1), соответствующие трём фундаментальным силам. Из-за перенормировки константы связи каждой из этих симметрий меняются в зависимости от энергии, при которой они измеряются. Около 1019 ГэВ эти связи становятся примерно равными. Это привело к предположению, что выше этой энергии три калибровочные симметрии Стандартной модели объединены в одной калибровочной симметрии с простой группой калибровочной группы и только одной константой связи. Ниже этой энергии симметрия спонтанно нарушена к стандартным симметриям модели. Популярным выбором для объединяющей группы является специальная унитарная группа в пяти измерениях SU(5) и специальная ортогональная группа в десяти измерениях SO(10).
Теории, которые объединяют симметрии Стандартной модели таким образом, называются теориями Великого объединения (или англ. Grand Unification Theories — GUT), а масштаб энергий, при которых единая симметрия нарушается, называется масштабом GUT. В общем, теории Великого объединения предсказывают создание магнитных монополей в ранней Вселенной и нестабильность протона. Эти предсказания, несмотря на интенсивный поиск, не подтверждаются экспериментально, и это налагает ограничения на возможные GUT.

## Квантовая гравитация
Квантовая гравитация — направление исследований в теоретической физике, целью которого является квантовое описание гравитационного взаимодействия (и, в случае успеха — объединение таким образом гравитации с остальными тремя фундаментальными взаимодействиями, то есть построение так называемой «теории всего»).
- Петлевая квантовая гравитация
- Теория струн
- М-теория